# Neko Harbour
Der Neko Harbour (spanisch Puerto Neko) ist eine kleine Bucht an der Danco-Küste des Grahamlands im Norden der Antarktischen Halbinsel. Sie liegt  10 km südöstlich des Beneden Head am Ostufer der Andvord Bay.
Entdeckt und grob kartiert wurde sie bei der Belgica-Expedition (1897–1899) unter der Leitung des belgischen Polarforschers Adrien de Gerlache de Gomery. Der Name der Bucht ist erstmals in einer Veröffentlichung des schottischen Geologen David Ferguson aus dem Jahr 1921 enthalten, der dieses Gebiet 1913 erkundet hatte. Namensgeber ist das Fabrikschiff Neko des im schottischen Leith ansässigen norwegischen Walfangunternehmens Salvesen & Co., das zwischen 1911 und 1924 in diesem Gebiet im Einsatz war.
Am Ufer der Bucht steht eine argentinische Schutzhütte. Etwa 1000 Paare des Eselspinguins bilden hier eine Kolonie. Weitere Brutvögel sind die Dominikanermöwe und die Südpolarskua.